# 深圳希瑪林順潮眼科醫院
深圳希瑪林順潮眼科醫院（英文：C-Mer (Shenzhen) Dennis Lam Eye Hospital）位於中華人民共和國廣東省深圳市福田中心區西部盛唐大廈，為2011年修訂《內地與香港關於建立更緊密經貿關係的安排》框架下，批准香港人在廣東省特定地方獨立投資興建及營運醫院後，中國大陸至今首家由香港人獨立投資的眼科醫院，創辦人暨院長為香港眼科專家林順潮，於2013年3月21日啟用。深圳希瑪林順潮眼科醫院樓高兩層，佔地38,000平方呎；提供24小時急症室服務，白內障及激光矯視等9項專科。

## 組織
深圳希瑪林順潮眼科醫院共有5名香港兼職醫生（包括院長本人、其徒弟李佑榮和范愷；前者為威爾斯親王醫院眼科榮譽副顧問，曾經深造視網膜和黃斑點等複雜手術；後者曾經出任香港中文大學醫學院眼科及視覺科學系助理教授，專注於白內障手術指導。另外一位為劉大立，是香港為數不多的玻璃體視網膜專家。）、1名香港醫師、3名中國大陸醫師和兩名海外專家。預計於同年年底將會有額外15名香港醫生加入。

## 設施
深圳希瑪林順潮眼科醫院共有15間診症室、5間手術室及30張病床，每日可以為450名病人診症。

## 歷史
深圳希瑪林順潮眼科醫院原定於2012年年底落成，惟因為臨近春節，致使建築工程被拖延，加上不了解於中國大陸申請醫院證件的程序流程，而額外花費了幾個月時間。2013年3月21日，深圳希瑪林順潮眼科醫院由時任行政長官梁振英聯和食物及衞生局局長高永文等港府官員、深圳市市長許勤、中聯辦副主任殷曉靜和其他嘉賓主持開幕禮，為在《CEPA》框架下，中國大陸首次出現由香港人獨立投資興建及營運的醫院；深圳希瑪林順潮眼科醫院由林順潮籌集1億6千萬港元興建及營運。